# 유발 샤프
유발 샤프(히브리어: יובל שרף, Yuval Scharf, 1985년 6월 4일~)는 이스라엘의 영화, 텔레비전, 연극 배우이자 모델이다.
샤프는 이스라엘 텔아비브에서 폴란드계 아슈케나지 유대인 가정에서 태어났다.

## 경력

### 텔레비전 및 영화

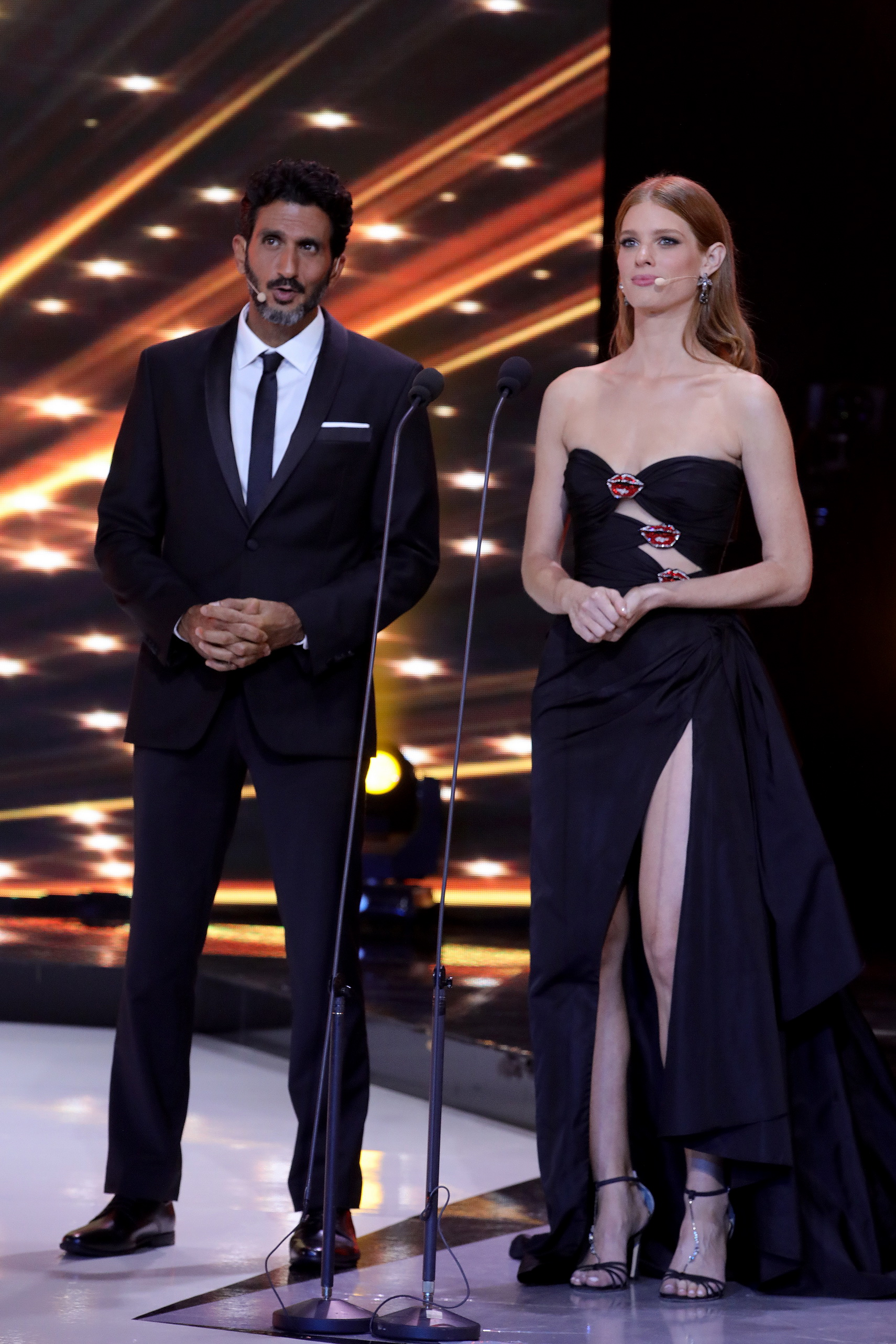
2019년 오빌상을 진행하는 차히 할레비(왼쪽)와 유발 샤프(오른쪽)

2008년, 그녀는 영화 《로스트 아일랜드》에 출연했다. 2013년에는 영화 《아나 아라비아》에서 젊은 기자 야엘(Yael) 역을 맡았다. 2015년에는 《문 인 더 12th 하우스》에서 미라 역을 연기했다. 2018년에는 BBC 드라마 《맥마피아》에서 타냐 역으로 출연했다. TV 시리즈 《예루살렘의 미녀 여왕》에서는 세파르디계 이스라엘인의 아슈케나지계 연인인 로헬 역을 맡았다. 2023년에는 《베이루트의 암흑》에서 모사드 요원 사라 역으로 출연했다.

### 연극
베이트 레신 극장에서 여러 작품에 출연했다. 2008년에는 연극 《에쿠우스》(Aquus)에서 질 역을 맡았고, 《알마와 루스》(Alma and Ruth)에도 출연했다. 2009년에는 《애정의 조건》에, 2010년에는 《바냐 아저씨》에 출연했다.